# Jean Roidot-Déléage
 (juin 2010).
Si vous disposez d'ouvrages ou d'articles de référence ou si vous connaissez des sites web de qualité traitant du thème abordé ici, merci de compléter l'article en donnant les références utiles à sa vérifiabilité et en les liant à la section « Notes et références ».
Pour les articles homonymes, voir Roidot.
Jean Lazare Roidot-Déléage, né à Tavernay le 23 septembre 1794 et mort à Autun le 22 septembre 1878, est un entomologiste, botaniste et archéologue français. Il a laissé des relevés très précis sur Autun (Saône-et-Loire) et ses environs.

## Biographie
Né dans la commune de Tavernay, au hameau des Guyards sur le domaine agricole familial, Jean Lazare Roidot commence à étudier à l'institut Berger[Quoi ?], qui suppléa durant de nombreuses années aux lacunes laissées dans l'instruction par le régime révolutionnaire. Il passe ensuite aux cours du collège, d'où il sort avec les honneurs pour entrer comme précepteur, puis régisseur, dans une famille importante du pays, la maison du Martray. Admis au corps des ponts et chaussées en 1820 où il exerce comme géomètre et conducteur, il le quitte en 1833. Dorénavant architecte, il est aussi architecte-voyer de la ville d'Autun de 1859 à 1866 et en 1876, fonction essentielle pour être aux premières loges des découvertes d'intérêt archéologique et mener son travail de relevés systématiques.
Conseiller municipal d'Autun pendant trente-trois ans, il était l'ennemi du bruit et des honneurs, retiré dans son cabinet d'étude, son jardin ou bien parcourant la campagne pour en découvrir tous les secrets botaniques, entomologiques ou archéologiques. Sa nature calme, son esprit d'observation, l'habitude de se suffire, le maintenaient dans la sérénité particulière aux naturalistes, qui lui avait fait prendre pour devise cette pensée de Linné inscrite sur sa muraille comme une règle de conduite : « Innocui vivite, numen adest » (« vivez innocemment, Dieu veille »).

## Botanique et entomologie
Au milieu de ses devoirs professionnels, il avait su toujours se ménager le temps de l'étude et était entré en relation avec l'abbé Toufflaut qui maintenait à Autun le culte de la botanique. Après un savant apprentissage auprès de cet érudit, il forma plus tard un catalogue important des plantes de l'Autunois et du Morvan, inséré dans la Flore du centre de la France, de Boreau (1re édition, 1840, Préface).
Il avait joint à l'étude de la botanique celle de l'entomologie et particulièrement celle des lépidoptères. Depuis 1843, il avait exécuté avec le plus grand soin, une série d'aquarelles comprenant 1200 individus appartenant au centre de la France, dont environ 1000 au département de Saône-et-Loire et correspondant ainsi à la même région que ses études de botanique. Puis, rentré dans son intérieur, il trouvait dans son jardin et ses arbres fruitiers un nouvel élément de travail dans lequel il excellait comme un spécialiste.

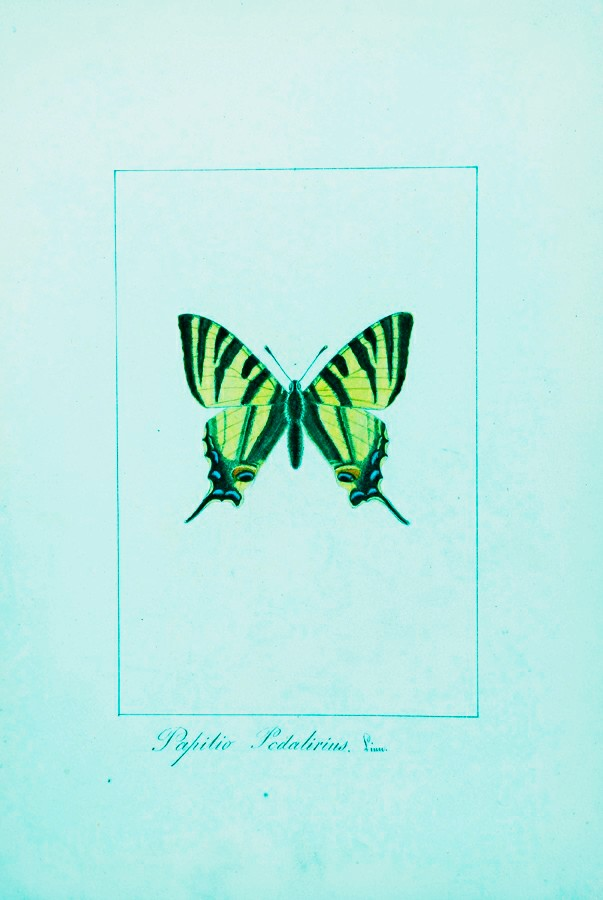
Représentation d'un Papilio pedalirius, aquarelle.
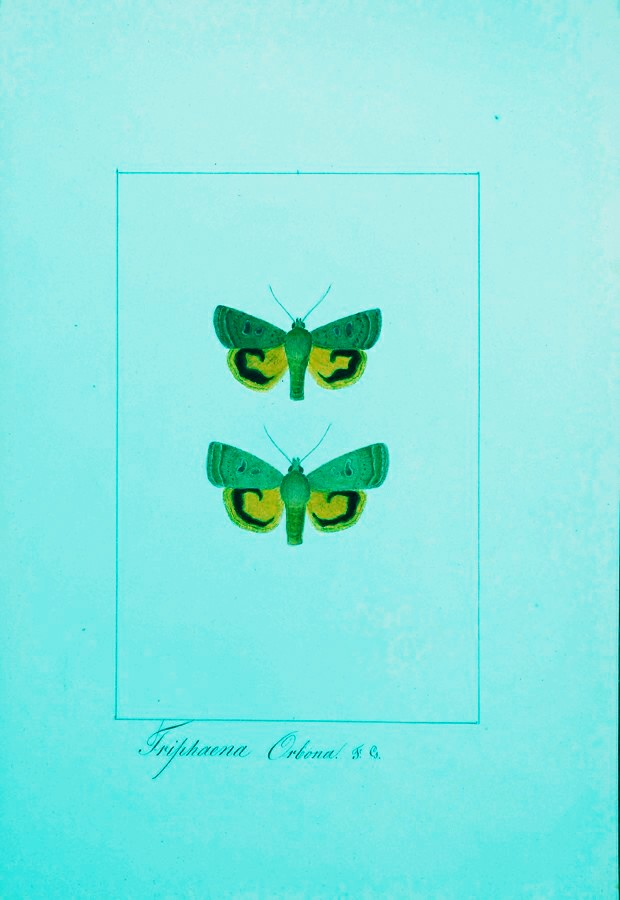
Triphaena orbona.
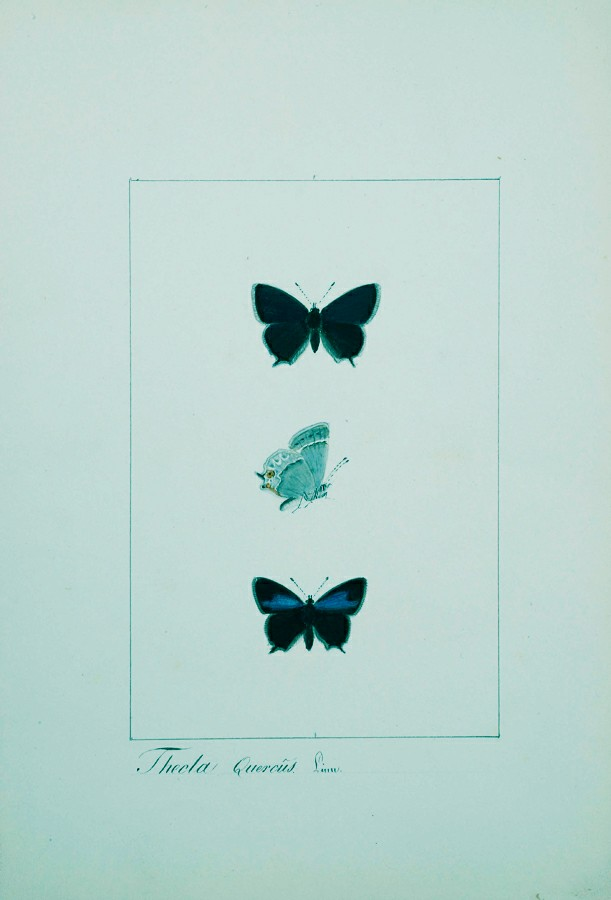
Thecla quercus.

## Archéologie

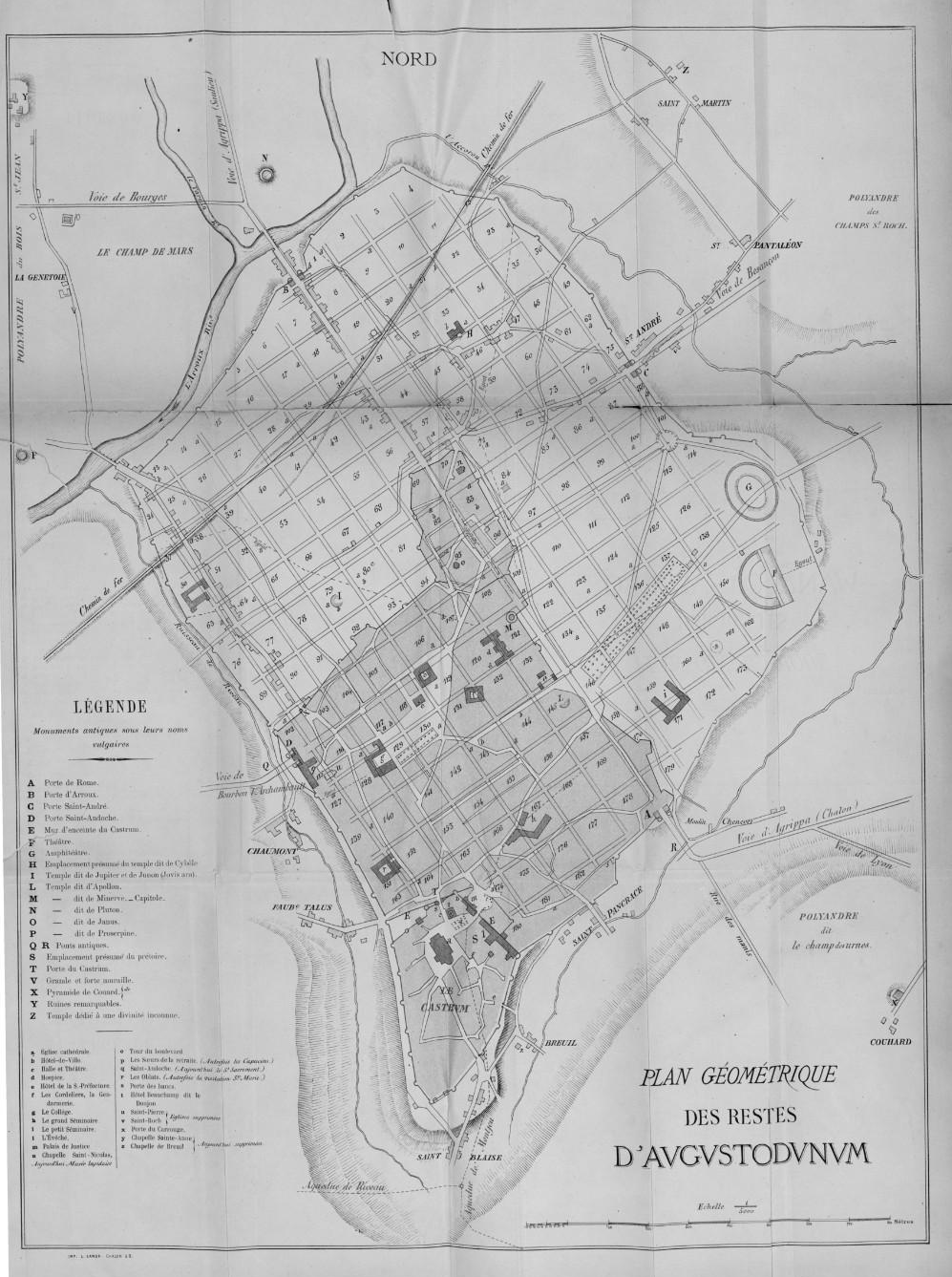
Plan d'Augustodunum, par Jean Roidot-Déléage

Ses occupations professionnelles l'obligeant à de longues et fréquentes courses qu'il faisait à pied, il parcourait ainsi le pays dans ses recoins les plus isolés. À la botanique et l'entomologie, il avait donc joint une nouvelle branche d'exploration : celle du réseau des voies romaines du pays éduen. Son esprit méthodique n'omettait aucune observation ni aucun détail et son œil exercé reconnaissait la trace des voies aux nuances du terrain, aux débris des empierrements quand la charrue ou la main de l'homme les avaient rendues pour tout autre méconnaissable. C'est ainsi que durant une période d'environ quarante ans, il découvrit ou releva la plupart des tronçons qui lui permirent de reconstituer la carte des routes romaines de l'Autunois et du Morvan. Elle parut en premier lieu en 1856 dans une publication de la Société éduenne ; mais, depuis cette époque il l'avait complétée par de nouveaux éléments qui ont été communiqués à la commission de topographie des Gaules.

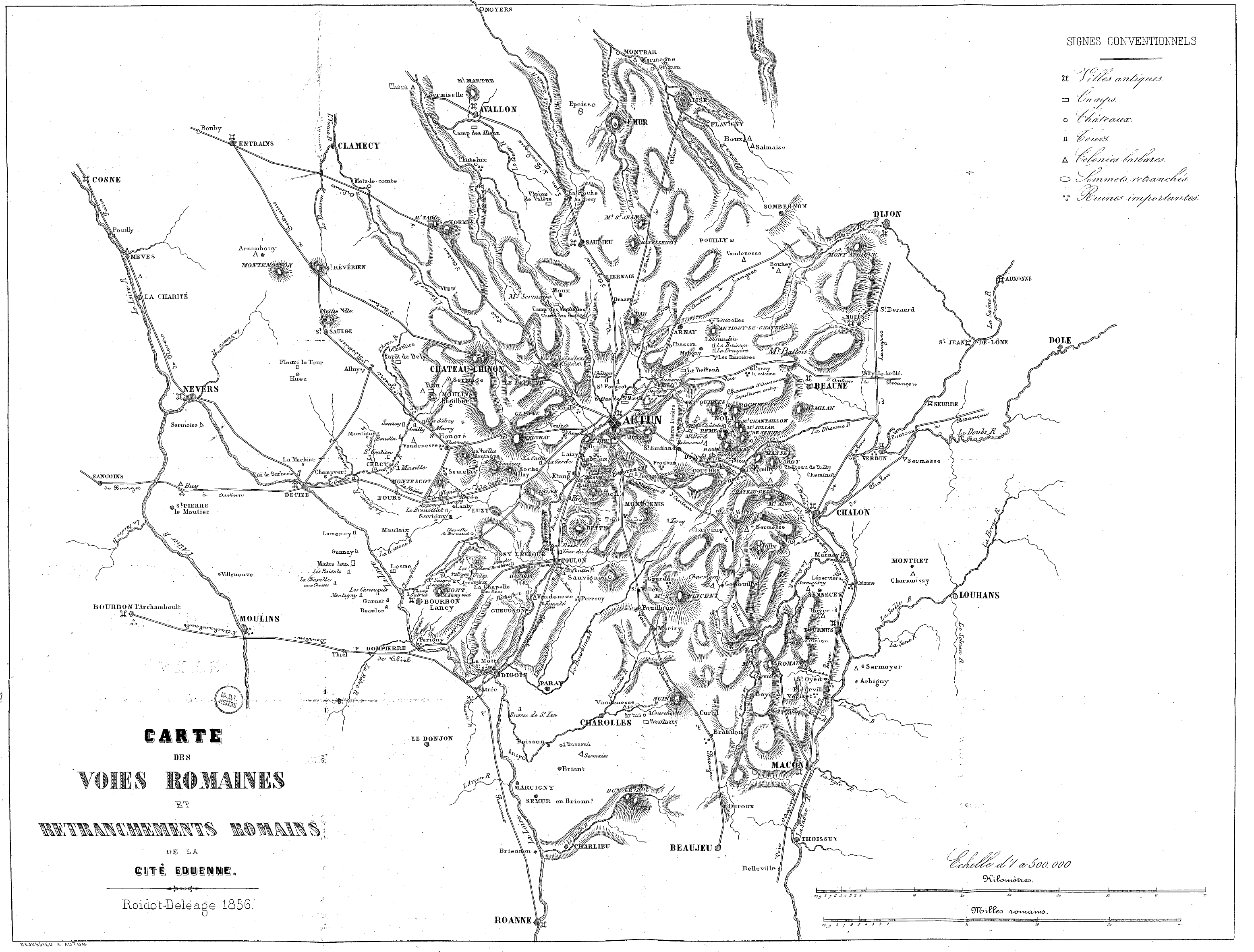
Carte des voies romaines du Morvan par Roidot-Deleage

Une étude analogue dans l'intérieur de la cité, point de départ et d'arrivée de ces voies, dérivait tout naturellement de ce premier travail. Il n'était pas moins difficile d'y restituer le système de la voirie antique ensevelie sous d'épais remblais et sous des constructions de tous les âges. Malgré des obstacles réputés insurmontables, Roidot-Déléage conçut le projet de cette œuvre avec le même esprit d'observation et de persévérance que pour la première. Après quatorze siècles d'histoire tourmentée, les monuments d'Autun, convertis en carrières, avaient pour la plupart disparu, il semblait donc chimérique de vouloir reconstituer le squelette d'une cité dépecée à chaque phase de son histoire. Seul, sans indications préalables, Roidot-Déléage commença par lever un plan à grande échelle de l'enceinte romaine et à y apporter patiemment les moindres indications des rues fournies par le hasard des fouilles ou des constructions. Durant des années, il se livra avec une exactitude scrupuleuse, une ténacité sans défaillance, à cet exercice de patience, mettant à profit ses relations avec les ouvriers employés aux fouilles de toutes natures, recueillant leurs moindre indices. Roidot-Déléage alignait les constatations journalières et, au bout de cinquante ans, on vit apparaître avec surprise un plan de la voirie d'Augustodunum restitué à l'aide d'une multitude de tronçons épars, minutieusement constatés et notés. Ce relevé d'un intérêt capital pour l'histoire locale et pour l'archéologie en général, mérita à son auteur en 1869, une médaille de la Société française de numismatique et d'archéologie. Il a été publié par la société éduenne en 1872.
Parallèlement à ce travail d'ensemble, Jean Roidot-Déléage a étudié et relevé les plans et détails de chacun des monuments antiques d'Autun, dont il a laissé un album complet. La Commission des monuments historiques était disposée à l'acquérir mais, il tenait avant tout à ce que ce travail d'une vie entière soit édité dans son pays et il a donné la préférence à la Société éduenne avec un désintéressement absolu. Il ne lui a pas été permis de voir au complet le fruit de son labeur, car au moment de son décès, seules les premières planches avaient été gravées. L'ensemble est composé de quarante planches :
1. Autun et ses environs. Plan topographique ;
2. Plan d'assiette de la ville romaine (petit planche) ;
3. Plan de la ville romaine ;
4. Murailles d'enceinte. Détails de construction ;
5. Les quatre portes. Plan ;
6. Porte dite d'Arroux. Plan, coupe et élévation ;
7. Porte d'Arroux. Plan, élévation, coupe ;
8. Porte d'Arroux. Détails d'ornementation ;
9. Porte Saint-André. Plan, élévation, coupe ;
10. Porte Saint-André. Détails de moulures ;
11. Porte Saint-André. Détails de profils cotés ;
12. Porte dite de St Andoche, vulgairement, Tour de Minerve ;
13. Rue, pavés antiques. Plan, élévation, coupe d'une tour ;
14. Substructions. Tranchées du chemin de fer ;
15. Substructions près de la gare des marchandises. Plans et détails ;
16. Substructions. Maison Jovet et Maison Mourgne
17. Théâtre et amphithéâtre. Plan d'ensemble ;
18. Théâtre. Plan ;
19. Théâtre. Coupes et détails ;
20. Amphithéâtre. Plan ;
21. Édifice dit Temple d'Apollon ;
22. Mosaïque. Maison Grillet ;
23. Mosaïque. Le Bellérophon ;
24. Diverses mosaïques ;
25. Diverses mosaïques ;
26. Diverses mosaïques ;
27. Aqueduc de Montdru. Tracé, plans et coupes ;
28. Égouts et ponts antiques ;
29. La Gironette. Plan, coupe, élévation et plan cadastral des environs ;
30. Alentours du monument dit temple de Janus. Plan d'ensemble ;
31. Substructions découvertes dans le voisinage du monument du temple de Janus. Plans et détails ;
32. Monument dit temple de Janus. Plans
33. Monument dit temple de Janus. Élévations des faces
34. Monument dit temple de Janus. Coupes
35. Monument dit temple de Janus. Détails ;
36. Monument dit Pierre de Couard. Plan, coupe et détails ;
37. (numéroté par erreur « XXVI »). Aqueduc de Montjeu. Tracé, plan et coupes ;
38. Carte des voies romaines ;
39. Villa de Vauthot ;
40. Villa de Montmin. Plans et détails ;
41. Villa de Chantal, vulgairement La Masille. Plan et détail.

Bienveillant et toujours au service de ses collègues, il était constamment prêt chaque fois qu'on réclamait son obligeance pour le plan d'un monument ou d'une fouille.

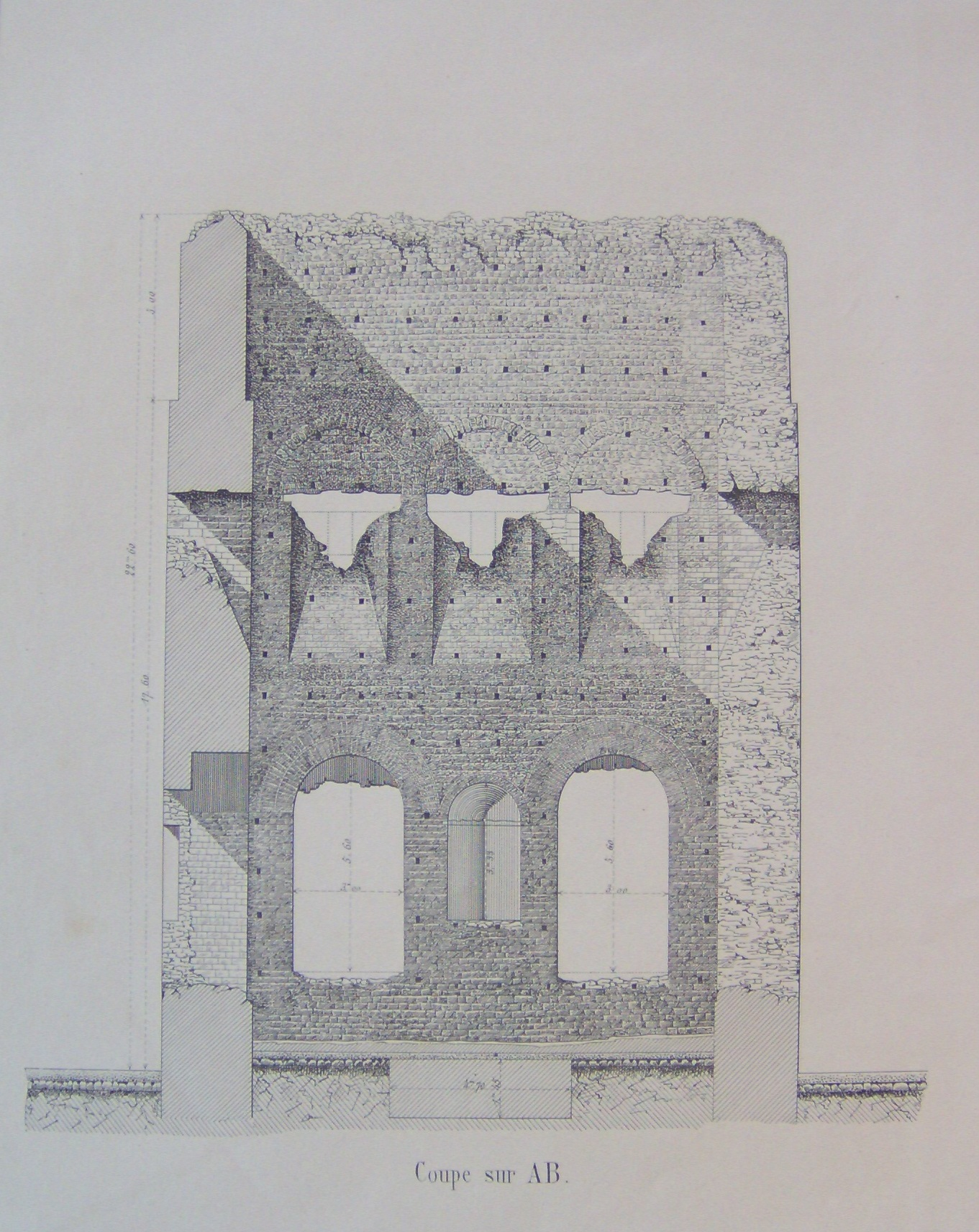
Le temple de Janus à Autun, détail de la planche no 24.
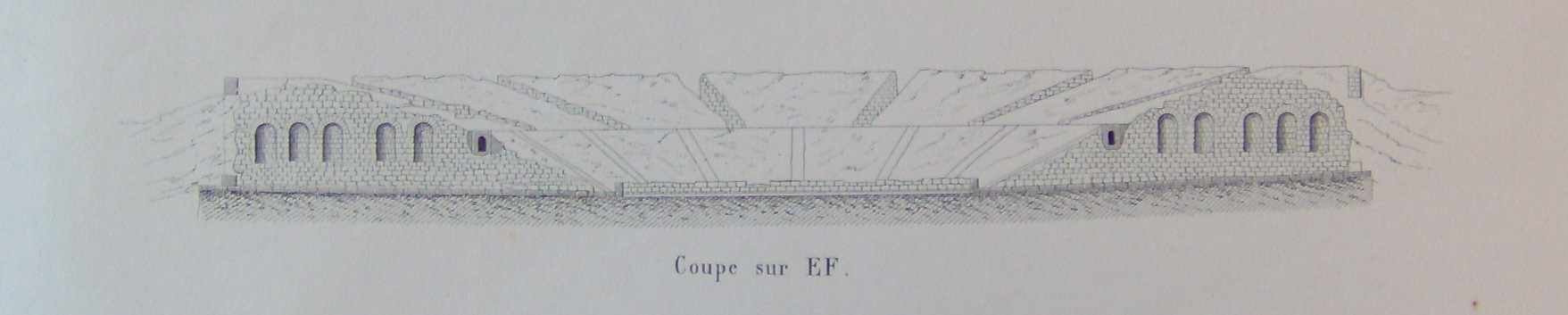
Théâtre d'Autun, détail de la planche no 19.
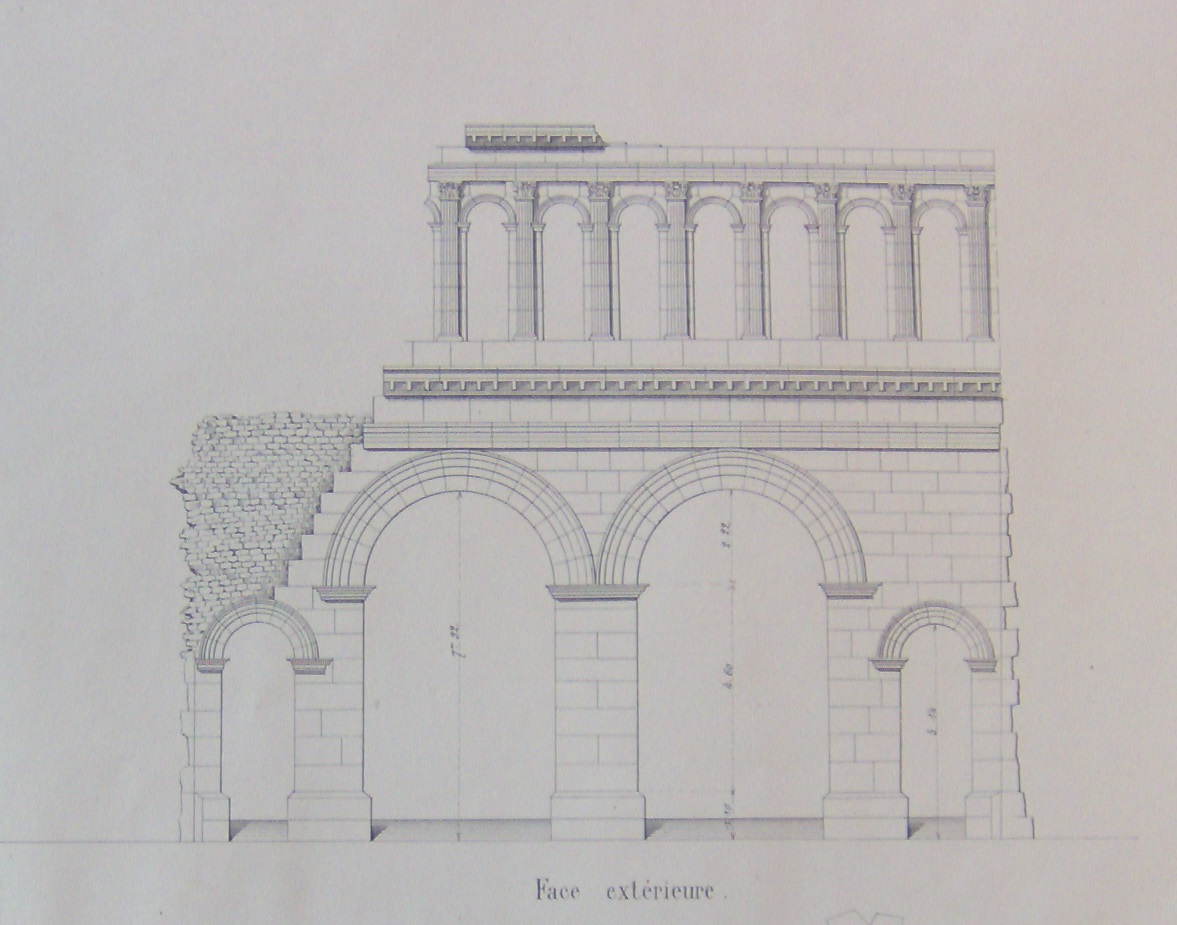
Porte d'Arroux, détail de la planche no 9.